# Peter Pan (1924)
Peter Pan ist ein US-amerikanischer Spielfilm von Herbert Brenon aus dem Jahre 1924 nach Motiven aus Romanen von James M. Barrie.

## Handlung
Peter Pan, der Junge, der nie erwachsen werden wollte, gelangt auf der Suche nach seinem Schatten ins Haus der Familie Darling. Die drei Kinder der Darlings, Wendy, Michael und John, begleiten ihn auf die magische Trauminsel Neverland, wo die Verlorenen Jungen und ein Volk loyaler Indianer leben. In Neverland werden die Kinder vom Piratenkapitän Hook entführt, der sich an Peter rächen will, weil er seine Hand wegen Peter an ein Krokodil verloren hat. Doch Peter befreit die Kinder.

## Produktion, Kinoauswertung und Restaurierung

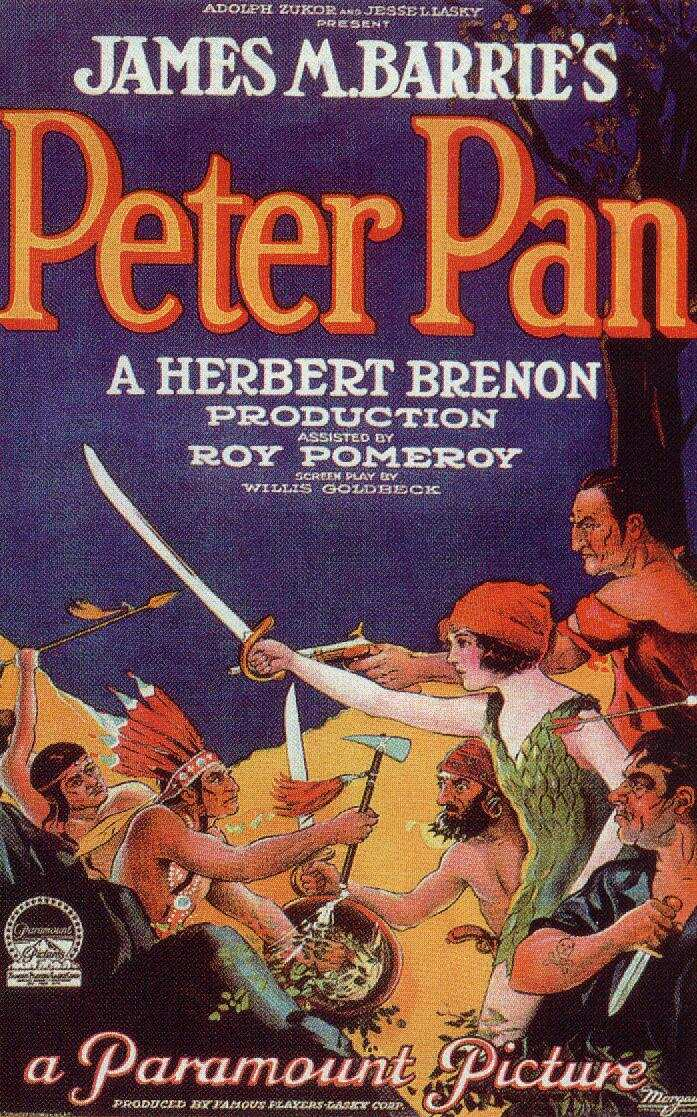
Plakat von 1924

Herbert Brenons Version von Peter Pan ist die erste Filmadaption von Barries 1904 uraufgeführtem gleichnamigen Bühnenstück. Der Film, dessen Außenaufnahmen auf der vor Los Angeles gelegenen Insel Santa Catalina Island entstanden, bewahrt durch seine statische Kameraführung weitgehend den Bühnencharakter der Vorlage, was ihn von späteren Verfilmungen deutlich unterscheidet. Dass die männliche Titelrolle mit einer Frau besetzt wurde, hat damit zu tun, dass dies bei der Bühnenversion bereits Tradition hatte (z. B. mit Maude Adams). Zu den Bühneneffekten des Stückes gehörten nämlich Flugnummern, die mit einer grazilen weiblichen Darstellerin, die auf der Bühne an Seilen in die Luft gehoben wurde, leichter umgesetzt werden konnten als mit einem männlichen Hauptdarsteller. Besetzt wurde die Rolle – übrigens von Autor Barrie selbst – mit der 17-jährigen Betty Bronson, die er nicht zuletzt deshalb auswählte, weil sie bei Michel Fokine eine Ballettausbildung erhalten hatte, die sie in den Flugszenen besonders überzeugend machte.
Während Peter Pan für Bronson bereits der siebte Film war, stand ihre fast gleichaltrige Partnerin Mary Brian zum ersten Mal vor der Kamera. Die kleine Rolle der Prinzessin Tiger Lily wurde mit der chinesisch-amerikanischen Schauspielerin Anna May Wong besetzt.
Uraufgeführt wurde Peter Pan in den USA am 29. Dezember 1924. Den Verleih des Films übernahm die Paramount Pictures. In Deutschland, wo die Erstaufführung im Dezember 1925 stattfand, wurde er von der Ufa verliehen.
Da es in den USA kein nationales Filmarchiv gab und die Paramount an einer langfristigen Auswertung des Films kein Interesse hatte – Filme werden vom Verleih nur so lange im Programm gehalten, wie sie Geld einbringen –, wurden die meisten Kopien von Peter Pan im Laufe der Jahre vernichtet. Über Jahrzehnte hinweg waren nur erheblich schadhafte Kopien zugänglich, bis James Card, Filmrestaurator und Kurator des Eastman House in Rochester, eine gut erhaltene Kopie wiederentdeckte, die in den 1990er-Jahren in den Walt Disney Studios von David Pierce restauriert werden konnte. Philip C. Carli komponierte eine neue Filmmusik, die vom Flower City Society Orchestra ausgeführt wurde. Die restaurierte Fassung wurde am 8. April 2001 im The El Capitan Theatre in Hollywood erstaufgeführt.

## Kritik
Unter Filmhistorikern und Kritikern gilt Peter Pan als eine der gelungensten Verfilmungen von Barries Schauspiel, weil er einerseits die Effekte der Bühnenversion bewahrt und diese andererseits mit Außenaufnahmen und Kameratricks (v. a. in Szenen mit der Fee Tinker Bell) bereichert.

## Auszeichnungen
- 2000: Aufnahme in das National Film Registry